# Sheridan (Illinois)
Sheridan é uma vila localizada no estado americano de Illinois, no Condado de La Salle.

## Demografia
Segundo o censo americano de 2000, a sua população era de 2411 habitantes.
Em 2006, foi estimada uma população de 2225, um decréscimo de 186 (-7.7%).

## Geografia
De acordo com o United States Census Bureau tem uma área de
3,7 km², dos quais 3,6 km² cobertos por terra e 0,1 km² cobertos por água. Sheridan localiza-se a aproximadamente 200 m acima do nível do mar.

## Localidades na vizinhança
O diagrama seguinte representa as localidades num raio de 16 km ao redor de Sheridan.